# Lüttich–Bastogne–Lüttich 1968
Lüttich-Bastogne-Lüttich 1968 war die 54. Austragung des Eintagesrennens Lüttich–Bastogne–Lüttich. Das Rennen war Bestandteil der Rennserie Super Prestige Pernod 1968. Es wurde am 28. April 1968 über eine Distanz von 268 km ausgetragen. Sieger wurde Valère Van Sweevelt.

## Rennverlauf
140 Radrennfahrer standen am Start in Lüttich, 48 Fahrer erreichten das Ziel. Das Rennen bestimmte lange Zeit eine Gruppe von sieben Fahrern, die sich nach 30 Kilometern abgesetzt hatte. Aus dieser Gruppe verteidigte Noël Van Clooster bis drei Kilometer vor dem Ziel seinen Vorsprung, dann wurde er von neun Fahrern eingeholt. Van Sweevelt gewann den Sprint aus einer neunköpfigen Spitzengruppe auf der Radrennbahn von Lüttich-Rocourt. Von den deutschen Fahrern kamen Winfried Gottschalk auf den 29. und Winfried Bölke auf den 39. Platz.

## Ergebnis
| Rang | Fahrer              | Team                     | Zeit            |
| ---- | ------------------- | ------------------------ | --------------- |
| 1.   | Valère Van Sweevelt | Smith’s                  | 7:22:00 h       |
| 2.   | Walter Godefroot    | Flandria-De Clerck       | gl. Zeit        |
| 3.   | Raymond Poulidor    | Mercier-BP-Hutchinson    | gl. Zeit        |
| 4.   | Jacques Anquetil    | BiC                      | gl. Zeit        |
| 5.   | Herman Van Springel | Dr. Mann-Grundig         | gl. Zeit        |
| 6.   | Wim Schepers        | Caballero                | gl. Zeit        |
| 7.   | Roger Pingeon       | Peugeot                  | gl. Zeit        |
| 8.   | Bernard Guyot       | Pelforth-Sauvage-Lejeune | gl. Zeit        |
| 9.   | Willy Van Neste     | BiC                      | gl. Zeit        |
| 10.  | Barry Hoban         | Mercier-BP-Hutchinson    | + 01:45 Minuten |